# Pediobius cassidae
Pediobius cassidae  (лат.) — вид паразитических наездников рода Pediobius из семейства  Eulophidae (Chalcidoidea) отряда перепончатокрылые насекомые.

## Распространение
Европа: Австрия, Германия, Молдавия, Россия (Адыгея, Ростовская область, Томская область, Ульяновская область), Украина, Франция, Швеция. Азия: Йемен, Закавказье, Иран, Китай, Турция.

## Описание
Тело голубовато-зелёное металлически блестящее. Скутеллюм и мезоскутум сетчатые. Нотаули отчётливы в передней части. Паразиты насекомых: листоедов Cassida sp. (Chrysomelidae, Coleoptera), бабочек Haritala ruralis и Sylepta ruralis (Lepidoptera: Pyralidae), непарного шелкопряда (Lymantria dispar, Lymantriidae), Epinotia rubiginosana (Tortricidae) и других. Впервые вид был описан в 1958 году, а его валидный статус подтверждён в 2017 году в ходе ревизии, проведённой китайскими гименоптерологами Х. Цао и Ч. Жу (Huan-xi Cao & Chao-dong Zhu, Institute of Zoology, Chinese Academy of Sciences, Пекин, Китай) и австралийским энтомологом Джоном Ла Салле (John La Salle, CSIRO, Канберра, Австралия).